# 加里·赫伯特 (政治人物)
加里·理查德·赫伯特（英語：Gary Richard Herbert，1947年5月7日—）是美国的政治人物，共和黨黨員。他於2009年至2021年間担任犹他州州长，是該州第17任州长。

## 生平
生于犹他州犹他县亚美利加福克，曾就读于杨伯翰大学，但未能毕业。2005–2009年间担任犹他州副州长，为犹他州第6任副州长。
在洪博培辭職轉任美國駐華大使後，他接任州長。2010年及2014年以絕對優勢，分別以64%及68%擊敗民主黨當選州長。